# Cirrhimuraena chinensis
Cirrhimuraena chinensis är en fiskart som beskrevs av Kaup, 1856. Cirrhimuraena chinensis ingår i släktet Cirrhimuraena och familjen Ophichthidae. Inga underarter finns listade i Catalogue of Life.